# Milešovice
Milešovice jsou obec v okrese Vyškov v Jihomoravském kraji. Žije zde 711 obyvatel.

## Historie

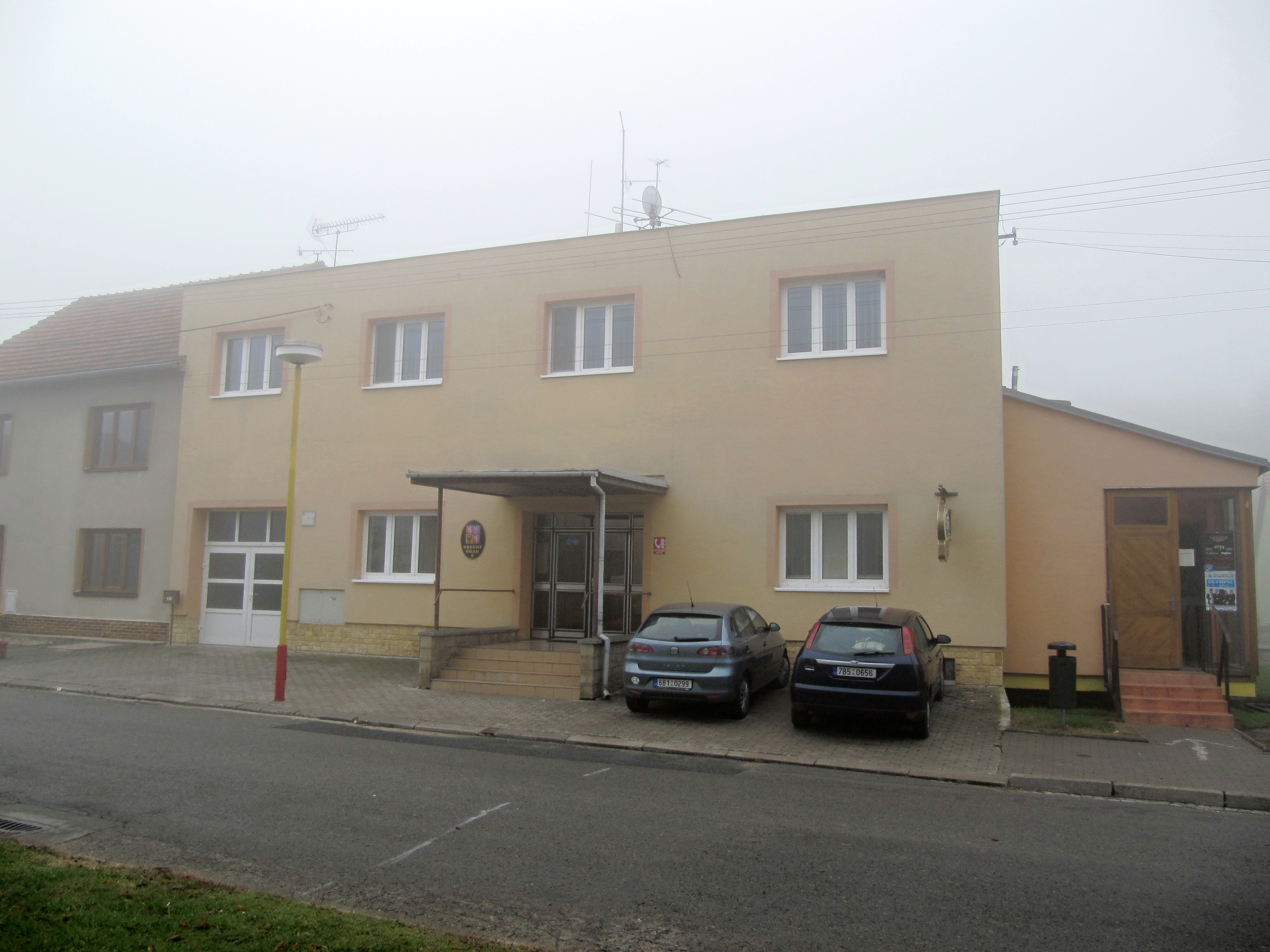
Obecní úřad (2012)

První písemná zmínka o obci pochází z roku 1141 (Mileiouicih). K roku 1349 je v zemských deskách zaznamenána podoba názvu Milošovice (in villa Miloschowicz) a k 1366 již Milešovice (in Milessouicz). Roku 1376 koupil Milešovice Sweydiger Haugvic z Biskupic.

## Obyvatelstvo

### Struktura
V obci k počátku roku 2016 žilo celkem 682 obyvatel. Z nich bylo 348 mužů a 334 žen. Průměrný věk obyvatel obce dosahoval 40,1 let. Dle Sčítání lidu, domů a bytů, provedeného v roce 2011, žilo v obci 663 lidí. Děti do 14 let věku tvořily 17,2 % obyvatel a senioři nad 70 let úhrnem 5,9 %. Z celkem 549 občanů obce starších 15 let mělo vzdělání 43,4 % střední vč. vyučení (bez maturity). Počet vysokoškoláků dosahoval 6,2 % a bez vzdělání bylo naopak 0,4 % obyvatel. Z cenzu dále vyplývá, že ve městě žilo 296 ekonomicky aktivních občanů. Celkem 89,9 % z nich se řadilo mezi zaměstnané, z nichž 74 % patřilo mezi zaměstnance, 0,3 % k zaměstnavatelům a zbytek pracoval na vlastní účet. Oproti tomu celých 51,3 % občanů nebylo ekonomicky aktivní (to jsou například nepracující důchodci či žáci, studenti nebo učni) a zbytek svou ekonomickou aktivitu uvést nechtěl. Úhrnem 271 obyvatel obce (což je 40,9 %), se hlásilo k české národnosti. Dále 204 obyvatel bylo Moravanů a 2 Slováků. Celých 333 obyvatel obce však svou národnost neuvedlo.
Vývoj počtu obyvatel za celou obec i za jeho jednotlivé části uvádí tabulka níže, ve které se zobrazuje i příslušnost jednotlivých částí k obci či následné odtržení.
| Rok            | 1869 | 1880 | 1890 | 1900 | 1910 | 1921 | 1930 | 1950 | 1961 | 1970 | 1980 | 1991 | 2001 | 2011 | 2021 |
| -------------- | ---- | ---- | ---- | ---- | ---- | ---- | ---- | ---- | ---- | ---- | ---- | ---- | ---- | ---- | ---- |
| Počet obyvatel | 537  | 597  | 651  | 723  | 801  | 819  | 855  | 732  | 738  | 664  | 642  | 622  | 614  | 663  | 684  |
| Počet domů     | 118  | 126  | 134  | 145  | 168  | 174  | 208  | 213  | 200  | 196  | 204  | 233  | 240  | 239  | 254  |

### Náboženský život
Obec je sídlem římskokatolické farnosti Otnice. Ta je součástí slavkovského děkanství – Brněnské diecéze v Moravské provincii.Při censu, prováděném v roce 2011, se 188 obyvatel obce (28 %) označilo za věřící. Z tohoto počtu se 160 hlásilo k církvi či náboženské obci, a sice 149 obyvatel k římskokatolické církvi (22 % ze všech obyvatel obce), dále 3 k pravoslavné, 1 k Církvi československé husitské a 1 k českobratrským evangelíkům. Úhrnem 142 obyvatel se označilo bez náboženské víry a 333 lidí odmítlo na otázku své náboženské víry odpovědět.

## Obecní správa

### Obecní symboly
Znak byl obci udělen rozhodnutím předsedy Poslanecké sněmovny Parlamentu České republiky dne 3. dubna 1996 a vlajka byla obci udělena rozhodnutím předsedy PSP ČR dne 14. ledna 2000.

## Pamětihodnosti
- kaple svaté Anny